# Kricogonia
Kricogonia là một chi bướm ngày thuộc họ Pieridae. Chúng là loài bản địa của châu Mỹ.

## Các loài
- Kricogonia cabrerai Ramsden, 1920
- Kricogonia lyside (Godart, 1819) – Lyside Sulphur

## Hình ảnh

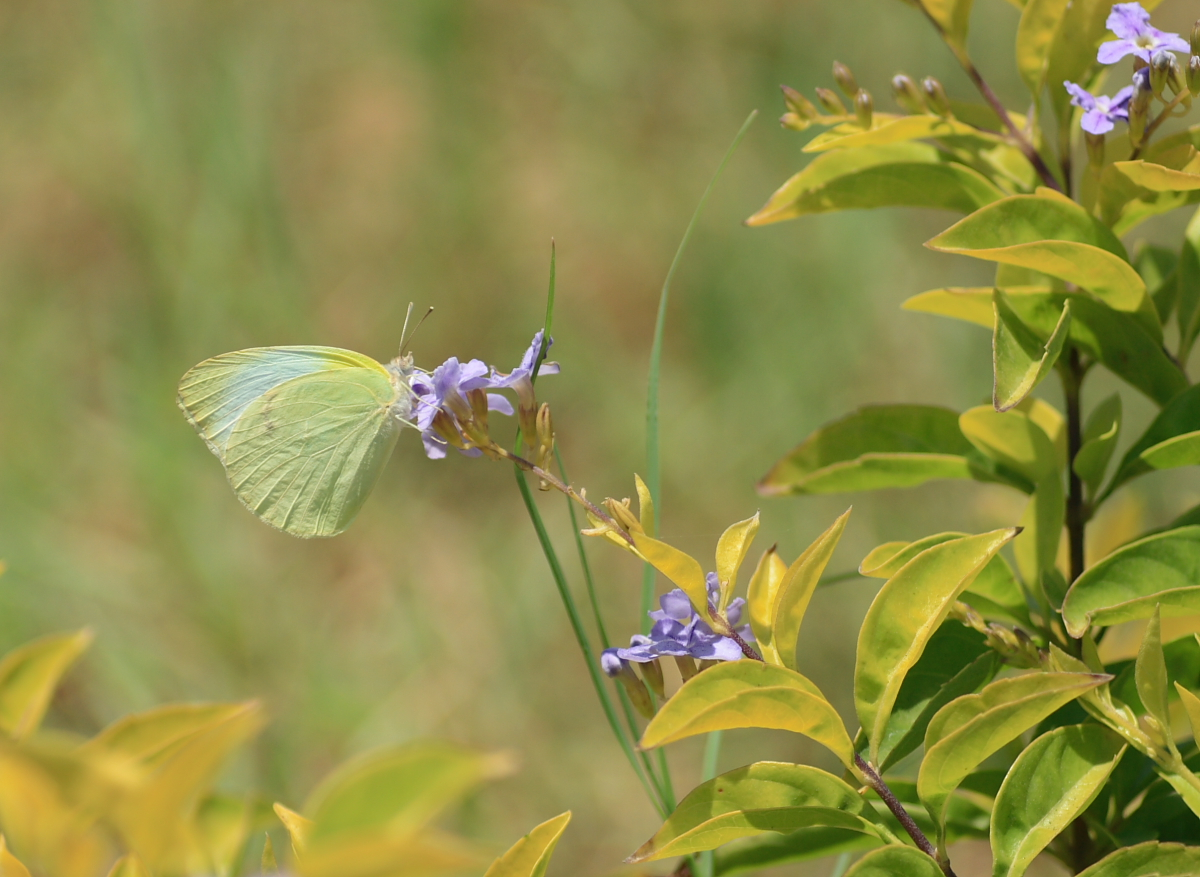
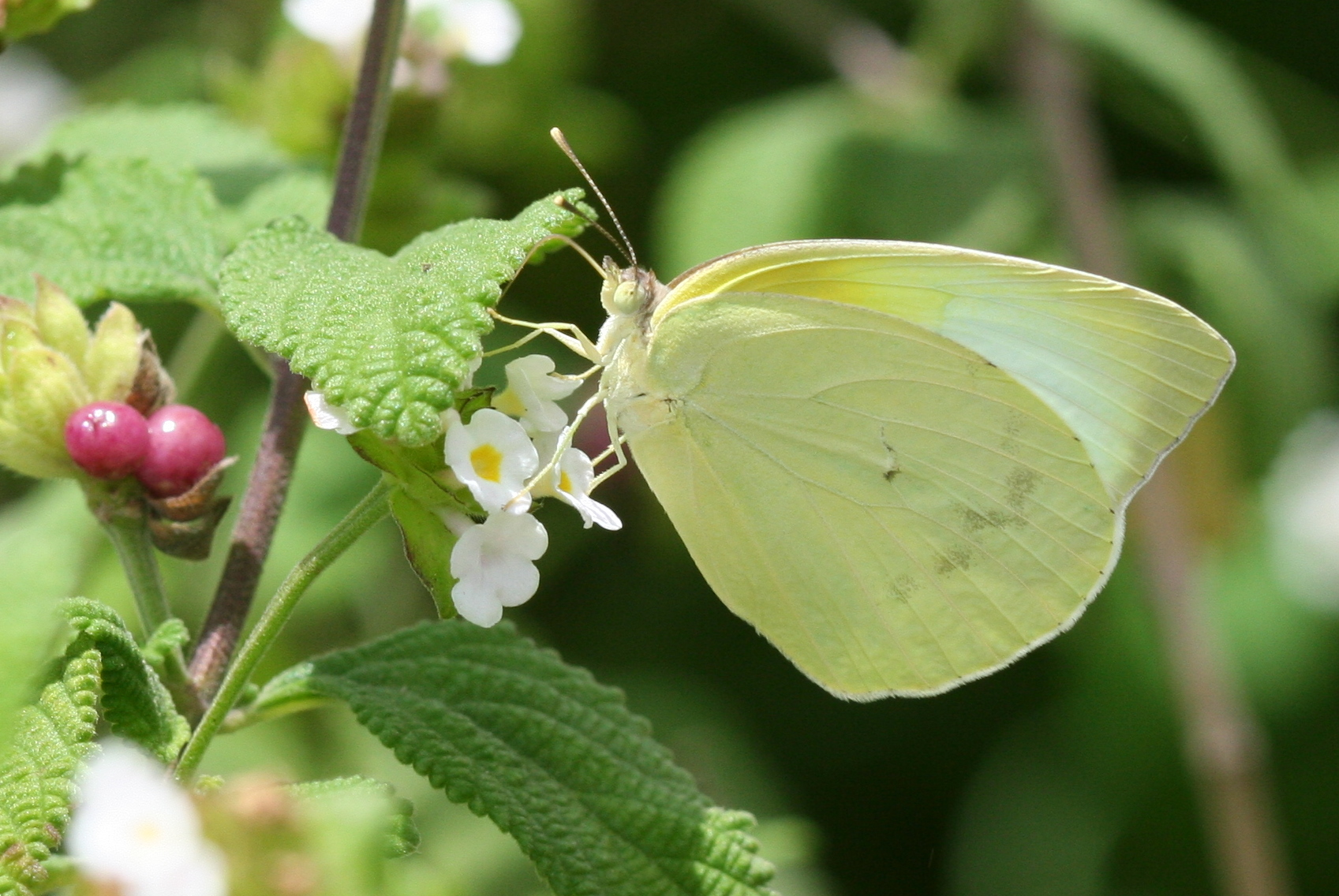
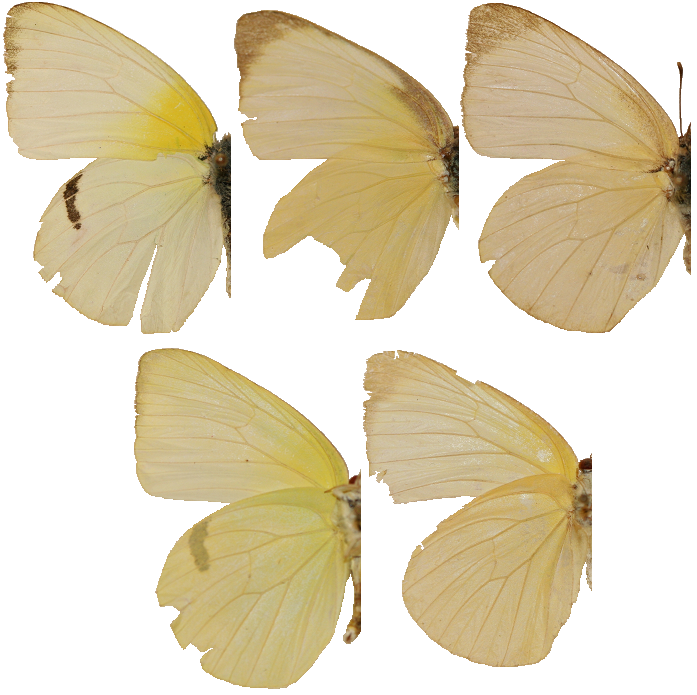
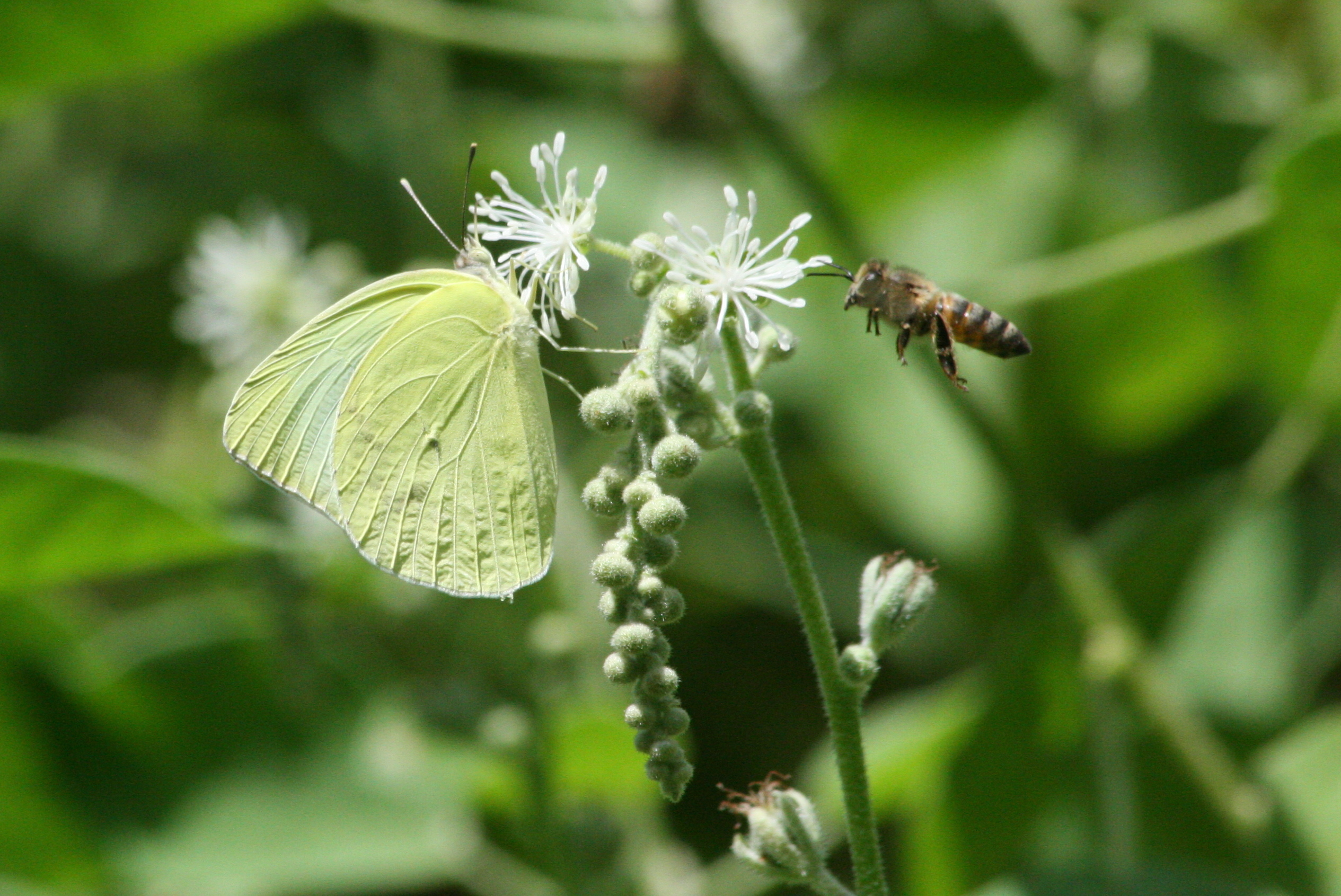